# Malimpung
Malimpung ist eine auf Sulawesi gesprochene Sprache. Sie gehört zu den austronesischen Sprachen. Sie ist sehr ähnlich mit Maiwa.